# Oskar Pastior
Oskar Pastior (né le 20 octobre 1927 à Sibiu en Roumanie et mort le 4 octobre 2006 à Francfort-sur-le-Main) est un poète germano-roumain. Il a été couronné en 2006 du très prestigieux prix Georg-Büchner. En France, il est surtout connu comme représentant allemand de l'Oulipo.

## Biographie
Oskar Pastior est né à Hermannstadt (Sibiu) au sein de la minorité allemande de Roumanie. Son père était professeur. Il étudie au lycée de sa ville natale de 1938 à 1944. En janvier 1945, il est déporté en URSS et est envoyé dans plusieurs goulags. Il est autorisé à retourner en Roumanie en 1949.
À son retour, il enchaîne les métiers alimentaires. Durant ses trois années de service militaire, il prend des cours par correspondance et obtient son diplôme de fin de secondaire, avant de travailler comme ouvrier du béton. De 1955 à 1960 il étudie l'allemand à l'Université de Bucarest et obtient son diplôme. À partir de 1960, il devient journaliste de la division germanophone de la radio d'État. Ses premières publications de poésie en roumain attirent l'attention dans les années 1960 et il remporte deux prestigieux prix de littérature roumains. En 1968, Pastior profite d'un voyage d'étudiants à Vienne pour fuir vers l'Ouest. Il s'installe par la suite à Munich, puis à Berlin où il exerce son activité d'écrivain depuis 1969.
Pastior meurt le 4 octobre 2006, alors qu'il effectuait les dernières retouches à son discours d'acceptation du prix Georg-Büchner, pendant la foire du livre de Francfort.
Le prix Nobel de Littérature 2009 Herta Müller a recueilli les souvenirs de déportation d'Oskar Pastior et s'est inspirée de lui pour créer Léopold Auberg, personnage principal et narrateur de son roman Atemschaukel (2009), (traduit en français, La Bascule du souffle (2010)).

## Activités littéraires
Dans la littérature allemande contemporaine, Oskar Pastior est considéré comme l'éminent représentant d'une poésie fondée sur le jeu avec le langage et les mots, où les frontières avec la poésie de nonsense est fluctuante. Pastior est très influencé par la poésie phonique des dadaïstes et par la littérature à contraintes.
Pastior est membre du Colloque de la nouvelle poésie de Bielefeld depuis 1977, de l'Académie des arts de Berlin depuis 1984, de l'Académie allemande de la Langue et de la Poésie de Darmstadt depuis 1989 et de l'Oulipo depuis 1992. Il a également traduit en allemand des auteurs roumains comme Lucian Blaga, Mihai Eminescu, Panaït Istrati, Tristan Tzara ou américains comme Gertrude Stein.

### Activitésoulipiennes
Pastior a toujours manifesté un intérêt pour les formes de littérature potentielle, notamment pour les poèmes anagrammiques. Il publie Anagrammgedichte en 1985, Anagramme en 1988 et Okular ist Eng / La Clôture (Plasma, 1992), poèmes composés selon la forme anagrammique d'Ulcérations de Georges Perec. En 1983 paraît Sonetburger et en 2000 chez Engeler O du roher Iasmin : 43 Intonationen zu "Harmonie du soir" von Charles Baudelaire. Harry Mathews lui fait découvrir la sextine, dont il deviendra très friand. Il en inventera une variante, la minisextine (minisestina). Pastior s'est également illustré dans le palindrome (en mars 1988, il reçoit le prix de la pièce radiophonique du mois pour Mordnilapsuspalindrom)
À la suite d'une rencontre avec Jacques Roubaud lors d'une fête du livre en Allemagne, Oskar Pastior est coopté à l'Oulipo en 1992, en même temps qu'Hervé Le Tellier. Depuis le 4 octobre 2006, il est excusé définitivement des réunions.

## Publications en français[5]
- Recueils
  - Petrarque/33 poèmes, Royaumont 1991, est une étrange « traduction » de sonnets de Pétrarque[6].
  - Après l’Est et l’Ouest, avec Volker Braun, Durs Grünbein, Bert Papenfuss, Collectif, Textuel 2001.
  - 21 poèmes-anagrammes d'après Hebel, Théâtre typographique (traduction de Frédéric Forte et Bénédicte Vilgrain), 2008.
  - Lecture avec tinnitus & autres acoustiures (traduction de Sabine Macher, Jacques Lajarrige, Hugo Hengl, Joël Vincent, Philippe Marty, Jean-René Lassalle, Lambert Barthélémy), Éditions Grèges, 2010
  - Poèmepoèmes (traduction et postface d'Alain Jadot, préface de Christian Prigent), Editions NOUS, 2013   (ISBN 978-2-913549-83-8)

- La Bibliothèque oulipienne
  - Spielregel, Wildwuchs, Translation (Règle du jeu, Ulcérations, Translations), BO no 73, 1995.
  - Variations, variations, variationen, avec Georges Perec, Harry Mathews, BO no 91, 1997, traduction Jürgen Ritte. Repris dans 35 Variations sur un thème de Marcel Proust aux éditions Le Castor astral, avec Brunella Eruli et Guillermo Lopez Gallego dans la collection L'inutile, dirigée par l'oulipien Hervé Le Tellier.
  - «sestinenformulate». monadengraphik und minisestinen / «formulats sextiniens». monadographie et minisextines traduction Jürgen Ritte, BO no 126, 2003.
- Revues
  - action poétique, no 89-90, avril 1982.
  - Poème-poèmes dans TXT no 16 et 22, avril 1988.
  - Banana Split, no 19, 1987.
  - Europe, no 721, 1989.
  - verso, no 61, 1990.
  - un pantoum et divers poèmes dans IF, no 7-8-9, octobre 1995 - avril 1996, traduction Michelle Grangaud.
  - la licorne, numéro spécial «à quoi von?…», Poitiers, novembre 1996.
  - Formules, no 2 «Traduire la contrainte», 1998.
  - Quaderno, no 2, 1998.
  - meet, no 5, 2002 «Berlin / Caracas».
  - Tumultes, no 19, Éditions Kimé, Paris 2002.
  - PO&SIE, no 105, Éditions Belin, 2003.
  - Seine et Danube 5, Éditions Paris-Méditerranée, 2004.
- Anthologies
  - Anthologie bilingue de la poésie allemande, La Pléiade 1993.
  - Deux sextines dans L’hélice d’écrire / La sextine, traduction Michelle Grangaud, Les Belles Lettres 1994.
  - Une anthologie de circonstance, fourbis 1994.
  - 10 ans de poésie directe 1984/1993, Centre international de poésie, Marseille 1995.
  - Qu’est-ce que la poésie?, textes réunis par Bernard Noël, éd. Jean-Michel Place 1995
  - Échelle et Papillons. Le Pantoum Les Belles Lettres, Paris 1998.
  - Oulipo-Poétiques (Dok-Band) Actes de Colloque de Salzburg 1997, Gunter Narr Verlag 1997.
  - Simone Boisecq / Die Bildhauerin und ihre Dichter (Catalogue, de/frz/port), Hölderlin Gesellschaft Tübingen 1999.
  - TXT 1969-1993. Une Anthologie. Christian Bourgois 1995.